# 카사스 그란데스

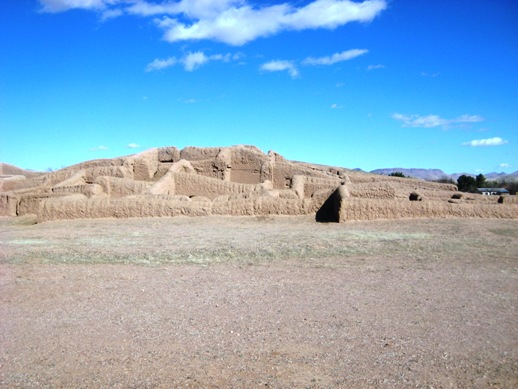
카사스 그란데스

카사스 그란데스(Casas Grandes) 또는 파키메(Paquimé)는 멕시코 치와와주에 위치한 유적이다.